# 李鏡清
李鏡清（1872年—1912年7月6日），字鉴亭，甘肅省武山县人，清朝末年、中華民國大陸時期政治人物。

## 生平

### 歷任各職
李镜清祖籍甘肃狄道縣，生于甘肃省宁远县（治今武山县）。1897年，以廪生考取拔贡，翌年朝考一等的成绩毕业，以拔贡朝考知县分发四川，出任蒲江縣知縣，先后任合江县知县、叙永厅同知、节制威远行营、云南警察试用道总办、奉天左路巡防统领等职。李镜清为射洪縣知县时，捕杀县中会匪百余人，遂以武健敏捷为赵尔巽、锡良赏识，升任道员。1907年调任云南巡警道道员兼全省警务处总办。1909年调任东北黑龙江巡防右路统领和奉天巡防左路统领。

### 主持議會
李鏡清在清廷任職時與革命党人藍天蔚交往，不久因深覺清廷腐败而辞职，並經由威海卫独赴日本东京同盟会总部参加革命活动，後返回故里甘肃。
辛亥革命後，2月26日，水梓、邓宗、王之佐、慕寿祺、俞明震等人集会于甘肃法政学堂，以临时议会筹备委员会名义提出几项决议，其中就有选举代表四人会见陝甘總督长庚，促请通承认共和。后陕甘总督于3月19日致电北京勉强表示甘肃承认共和。
在议会筹建过程中，李镜清被水梓、王之佐派人从老家接到兰州，之後當选為临时议会议长，原咨议局头目刘尔炘、张林焱則为副议长。3月15日，袁世凯任命赵惟熙接替長庚为甘肃都督。
當長庚離職起行之晨，正是省臨時議會舉行會議最後一日，周務學、馬安良、馬福祥等曾往東崗鎮送行。時近中午，馬福祥、周務學遲遲到會，李鏡清即席詢問：“你們到哪裏去了？”並辱罵說：“奴隸性質一點沒有改變，心想造反嗎？”散會後，馬安良說：“我們造反先殺你！”
李镜清出任议长后，对马安良挟势左右地方政局不满，並且当时马安良所辖的西军纪律頗惡。宁夏群众也向省临时议会控告马麒进兵宁夏时，惨杀无辜。李镜清曾谘请赵维熙追究，双方情感越恶。
李镜清主持甘肃省临时议会期间，力主共和，多推进民主，例如倡议取消都督府仪仗，也提倡汉族与回族和睦相处、與回族内部新旧教之间和谐共生。其中一些事件，讓他的聲望提高，但也威脅新任都督赵惟熙在甘肃的统治地位。

### 阻止內戰
辛亥革命後，黄钺曾极力阻止长庚对陕西用兵，因此请求同盟会总部允许他率领军队布防秦州。清帝退位后，长庚仍然进攻陕西。黄钺在与川陕革命军取得联系，于1912年3月11日领导秦州起义，建立甘肃临时军政府，颁布一系列法规条例。
赵惟熙欲消滅黄钺的革命政权，双方剑拔弩张。李镜清多次致电黄钺，规劝取消独立。當地士紳張世英等也加入調停。黄钺终于宣布取消独立，并率领部队返回南方，得以和平收場。

### 平息哗变
兰州炮兵营是清总督衙门创建隶属「建威军」。武昌起义后，革命党人王之佐等人曾与炮兵营管带梁国璋相约起义，1912年夏，赵惟熙将梁国璋撤职。炮兵营本因军饷长期拖欠，官兵封锁城门，准备炮轰都署，驱赶都督赵惟熙。
這時，李镜清单骑前往斡旋，以募捐、借款等形式积极筹集部分军饷，并首捐兩千大洋，召集票号老板晓之以利害，后以省议会名义借款支饷，解决官兵生活。当李镜清亲自将饷银送到炮兵营营部时，官兵高呼：“拥护李议长作都督。”

### 弹劾都督
不满赵惟熙惡行的人士组成“公益会”，多方搜集赵惟熙贪污等不法行径。在該會召开的公民大会上，李镜清被邀到会旁。李镜清认为“请愿书所列十大罪状」都有证有据。”遂提出弹劾案交付表决，并亲自拟电请中央彻底查办。赵惟熙恐弹劾案成立，便挑拨马安良等人反对李镜清和临时议会。
马安良等派兵把守议会大门，不让议员出入，使议会被迫停止活动，逼迫李镜清辞职。副议长刘尔炘为解救危局，向李镜清婉言劝告，并吁请周务学捐弃前嫌，派队护送李镜清暂返狄道原籍。
李镜清回狄道后，马麒即写信给在河州的马安良，言：“李某虽去，而雄心不死，且党羽众多，此人不除，我军必有不测之祸。”

### 被刺身亡
據慕寿祺 《甘宁青史略》等紀錄，1912年7月6日深夜，數名东乡族刺客窜入在狄道的李镜清家后院，將目擊的兩女性一杀死、一刺伤，随后衝至李镜清居室。李镜清與三人搏斗，殺死一名刺客，卻還是被其他刺客所殺，并截取其一手而去。 
邓宗、王之佐、水梓也成为地方保守势力除之而后快的目标，眾人連夜逃亡。

## 身後
李案发生后，各方震惊。诸议员相对唏嘘，推选李步瀛赴京晋见袁世凯，要求追查凶手。李的亲友赴北京指名控告马安良、马麒、马麟等人。可是，袁世凯正拟用马安良复辟帝制效力，控告毫无结果。張維在上海《民力报》投稿〈甘肃省议会议长李镜清冤沉海底〉，揭露甘督赵惟熙借刀殺人，並因「夢哭李鑒亭先生以詩，醒而忘其半，因足成之。」寫詩紀念。劉爾炘贈挽聯：“畢竟是奇才，能使世間容不得；倘然成厲鬼，定從地下打翻來。」慕壽祺贈挽聯：「身后真誠烈士傳，撫今追昔，足令我輩心寒，萬裡懷長城，嘆英雄草草收場往事空憐檀道濟﹔隴頭漸開自由花，即果溯因，都是先生手種，十年同樹木，看大家翩翩蒞會無人不念李臨洮！」
派遣刺客者為馬同，乃马安良部下、馬麒結拜兄弟，不久暴死。当时曾有人建议，仿西湖岳飞墓，为李修建专祠，铸马安良、马麒、马麟、马同等人以铁像跪于祠前。
李死后议员人人自危，副议长张林焱等辞职告退。甘肃督府报告中央，覆电不准解散。马安良推举回族五人为议员。1913年3月，甘肃省议会在兰州成立，阎士璘为议长，杨思、赵守愚为副议长。从此，省议会唯马安良、马麒之命是从；甘肃全省，置马家軍专制之下。
国民政府分别于1916年和1946年两次授予李镜清烈士称号。

## 著作
著有《仕优斋遗文》、《清草堂论学集》、《续狄道州志》等书。